# Gipsoryt
Gipsoryt — technika graficzna druku wypukłego, w której matryca wykonana jest z gipsu; także odbitka wykonana tą techniką. Gipsoryty wykonywane są od XIX wieku. Technika została opisana przez francuskiego grafika Maxime Lalanne (1827–1886). Na nowo odkryta i rozwijana była w latach 30. XX wieku w paryskim studiu graficznym Atelier 17 założonym przez Stanleya Williama Haytera.
Płytę gipsową odlewa się na szklanej płycie, przy dużych formatach wzmacnia paskami płótna lub gazy. Niektórzy graficy wyschnięty gips pokrywają spirytusowym roztworem szelaku, aby go utwardzić i zmniejszyć chłonność. Ze względu na miękkość materiału opracowanie matrycy jest dosyć łatwe. Rysunek wycinany jest rylcem, dłutem, nożem, chwiejakiem i innymi narzędziami stosowanymi w grafice. Ze względu na znaczną kruchość płyty gipsowej odbitki wykonuje się bez użycia prasy. 
Odmianą tej techniki jest gipsoryt pozytywowy. Polega na przygotowaniu rysunku w materiale stanowiącym formę odlewniczą (negatyw), z którego odlewa się następnie formę drukową (pozytyw). Do tej metody stosowany jest np. wosk lub parafina – na ogrzaną płytę wylewa się stopiony wosk, a po jego zastygnięciu wycina rysunek. Po odlaniu płyty gipsowej możliwe jest dokonanie retuszy. 